# René Salathé
René Salathé (* 2. Oktober 1927 in Pratteln; † 9. November 2022 in Reinach) war ein Schweizer Geograph, Lokalhistoriker, Lehrer, Rektor und Autor.

## Leben und Werk
René Salathé wuchs in Pratteln auf und besuchte das Realgymnasium an der Rittergasse in Basel. 1948 bestand er die Matura. An der Universität Basel studierte er Geschichte und Geografie und unterrichtete anschliessend als Hilfslehrer in Liestal. Später war er am Gymnasium Münchenstein als Konrektor und am Gymnasium Oberwil als Rektor tätig.
Salathé war Initiant der Projektgruppe für die 2001 in sechs Bänden erschienene Baselbieter Geschichte. Zudem war er Präsident der Aufsichtskommission der Baselbieter Forschungsstelle, im Baselbieter Heimatschutz.
Salathé veröffentlichte zahlreiche Publikationen und erhielt 2001 den Kulturpreis des Kantons Basel-Landschaft.